# Michael von Walterstorff
Michael von Walterstorff (1730 – 20. september 1807 i Nyborg) var en dansk officer, bror til Gerhard Christopher von Walterstorff.
20 år gammel indtrådte han som korporal i falsterske gevorbne Infanteriregiment, hvor han 1751 blev sekond- og 1757 premierløjtnant. Han blev 1760 kaptajn og chef for det aalholmske kompagni af sjællandske nationale Infanteriregiment, men da 19. september 1764 de nationale afdelinger opløstes, og deres mandskab reparteredes på de gevorbne regimenter, blev Walterstorff kompagnichef i det fra samme dag oprettede delmenhorstske Regiment. Ved dette, der fra 1778 blev kaldt det sjællandske og fra 1785 det fynske gevorbne Infanteriregiment, blev han major 1777 (anciennitet fra 1774) og sekondmajor 1783. Han kom 1789 til Arveprins Frederiks Regiment, fra 1790 som premiermajor med oberstløjtnants karakter. 1791 kom han som virkelig oberstløjtnant til holstenske Infanteriregiment, og her blev han 1795 oberst. Allerede det følgende år forsattes han til slesvigske Infanteriregiment, hvor chefsposten, siden prins Frederik af Hessens bortkommando 1791 fra Slesvig til København, stod ledig. Walterstorff førte da regimentet og deltog i Hamborgs besættelse i foråret 1801. 1802 afskedigedes han med pension og med generalmajors karakter og udnævntes samtidig, trods sine 72 år, til chef for nordre jyske landeværnsregiment. Herfra afskedigedes han det følgende år. Han døde 20. september 1807 i Nyborg, hvor han var ejendomsbesidder.
1. gang gift, 3. oktober 1760, med Sarah Frølund (1736 – 29. september 1784), datter af kammerråd og slotsforvalter Frølund, 2. gang, 31. august 1785, i Bogense med Karen Jørgensen (1736 – 2. september 1794 i Nyborg).